# بوچانگای سیاه
بوچانگای سیاه (نام علمی: Dicrurus macrocercus) پرنده‌ای از تیرهٔ بوچانگایان، راستهٔ گنجشک‌سانان است. این پرنده در هند، سری‌لانکا، چین، اندونزی یافت می‌شود. پیش‌تر در جنوب غربی ایران نیز یافت می‌شد ولی به تازگی دیده نشده است.

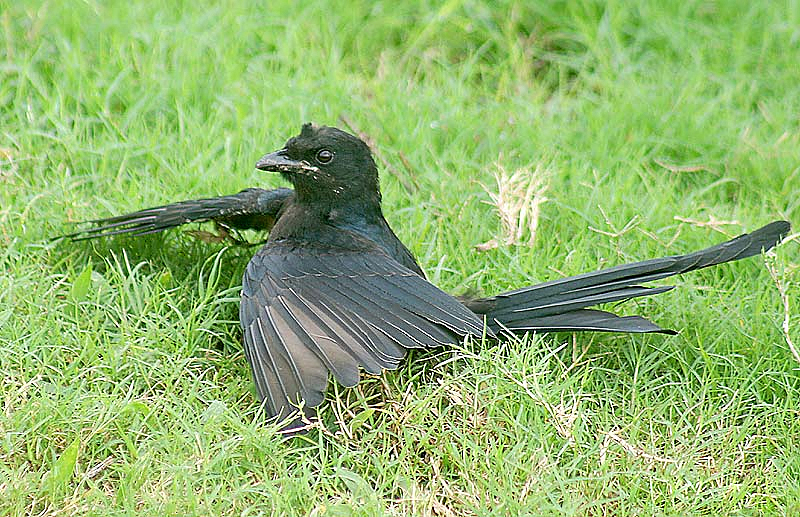
یک بوچانگای سیاه در حال آفتاب گرفتن یا مورچه‌گیری (Anting)

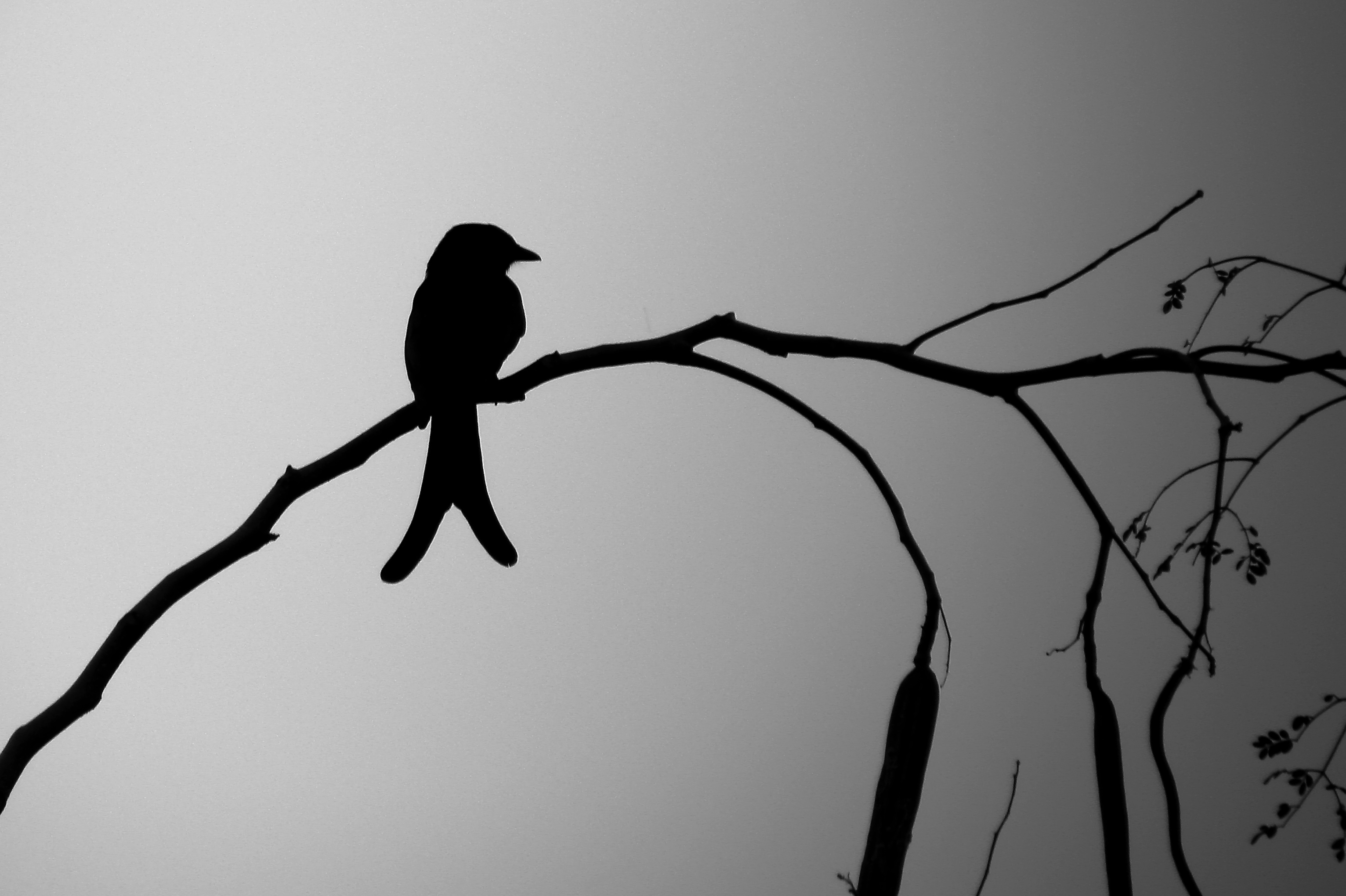
سایهٔ بوچانگا